# William Ziegler (Industrieller)

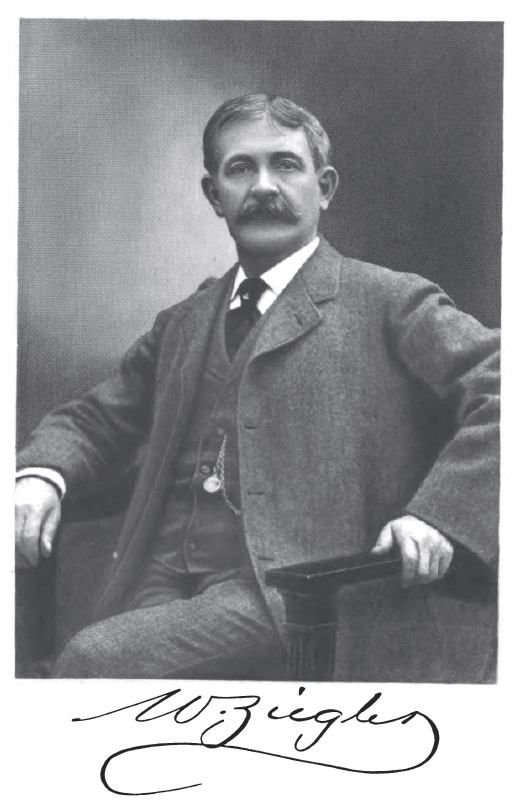
William Ziegler

William Ziegler, auch William Ziegler, Sr. (* 1. September 1843 in Beaver County, Pennsylvania; † 25. Mai 1905 in Darien, Connecticut), war ein US-amerikanischer Industrieller. Er war Mitbegründer der Royal Baking Powder Company, einem der größten Hersteller von Backpulver in den USA.

## Biografie

### Herkunft und Ausbildung
Ziegler wurde als Sohn des deutschen Einwanderers Franz „Francis“ Ziegler († 1846) und der Ernestina (geborene Blake) in Beaver County, Pennsylvania, in einfachen Verhältnissen geboren. Nach dem frühen Tod seines Vaters heiratete seine verwitwete Mutter Conrad Brandt (1821–1906), welcher aus Hessen stammte. Er hatte vier jüngere Halbgeschwister; Emma Charlotte (1850–1927), George W. (1852–1913), Clara Louise (1857–1930) und Arthur Charles (1865–1941). Sein Stiefvater war ursprünglich Tischler und hatte eine Farm in Muscatine, Iowa. Ziegler besuchte ebenda die öffentlichen Schulen und absolvierte eine Lehre als Buchdrucker und arbeitete später in einer Drogerie. 1862 schrieb er sich zum Studium an der Eastman Business School in Poughkeepsie ein. Nach dem Abschluss eines Handelsdiploms zog er nach New York City, wo er in einer Firma für Pharmazie und chemische Produkte bis 1868 beschäftigt war. Er studierte Pharmazie an einem lokalen College.

### Wirken (Royal Baking Powder Company)
1868 wurde Ziegler ein Partner und Aktionär in der Royal Chemical Company in New York. Diese wurde bereits 1866 durch Joseph Christoffel Hoagland, dessen Bruder Cornelius Nevius Hoagland und Thomas Biddle gegründet. 1888 stieg Ziegler aus dem Unternehmen wieder aus und verkaufte seine Aktien damals für 4.000.000 Millionen US-Dollar (130 Millionen USD im Jahr 2023). Mit dem neuen Kapital erwarb Ziegler die Price Baking Powder Company in Chicago und die Tartar Chemical Company in Jersey City. Am 2. März 1899 kombinierte er seine drei Firmen: Dr. Price (Ziegler), Royal (Jos. Hoagland) und Cleveland (Cor. Hoagland) zur Royal Baking Powder Company of New Jersey.

### Privatleben
Im August 1886, im Alter von 43 Jahren, heiratete er Electa Matilda (geborene Gamble). Er hatte keine eigenen Kinder, adoptierte jedoch seinen Halbbruder William Conrad Brandt (später William Ziegler, Jr.; 1891–1958). Er war Mitglied in zahlreichen Clubs und Vereinen. Er verstarb in seiner Sommerresidenz Great Island in Darien, Connecticut im Alter von 61 Jahren.